# Volker Schäfer
Volker Schäfer (* 22. Mai 1935 in Tuttlingen; † 1. März 2025) war ein deutscher Historiker und Archivar.

## Leben
Volker Schäfer erwarb 1954 am Gymnasium in Tuttlingen die Hochschulreife und studierte seit dem Sommer 1954 bis 1962 an der Eberhard-Karls-Universität in Tübingen Geschichte und Romanistik, unterbrochen von zwei Studiensemestern an der Universität Freiburg/Br. und einem Studiensemester in Dijon. Er promovierte 1965 bei dem Landeshistoriker Hansmartin Decker-Hauff in Tübingen über die Grafen von Sulz. Nach einer halbjährigen Tätigkeit als wissenschaftlicher Angestellter beim Universitätsarchiv Tübingen 1965 absolvierte er als Staatsarchivreferendar die zweijährige Ausbildung für den Höheren Archivdienst an der Archivschule Marburg/L. Nach Abschluss dieser Ausbildung wurde er 1967 mit der Leitung des Universitätsarchivs Tübingen betraut, das zuvor zur Handschriftenabteilung der Universitätsbibliothek gehörte und nun (bis 2015) organisatorisch direkt dem Rektorat der Universität unterstand. 1997 trat er dort in den Ruhestand. Ab 1991 wirkte er außerdem als Honorarprofessor für geschichtliche Landeskunde und historische Hilfswissenschaften an der Tübinger Universität.
In seinen zahlreichen Veröffentlichungen, vor allem in Aufsatzform, beschäftigte er sich mit verschiedenen Themen aus der Geschichte der Tübinger Universität, vor allem mit den hier studierenden Georg Wilhelm Friedrich Hegel, Friedrich Wilhelm Joseph Schelling und Friedrich Hölderlin. Ein weiterer thematischer Schwerpunkt war der aus Reutlingen stammende Nationalökonom Friedrich List.

## Schriften (Auswahl)
- Die Grafen von Sulz. Tübingen 1969 (Dissertation Universität Tübingen, 1965).
- als Hrsg.: Bausteine zur Tübinger Universitätsgeschichte. Bd. 1–10. Universitätsarchiv Tübingen 1981–2005.
- Ein Briefkonvolut aus Neuffers Nachlaß. Neue Dokumente zu Magenau, Neuffer und Rosine Stäudlin. In: Hölderlin-Jahrbuch, Bd. 30 (1996/97), S. 381–418.
- Sönke Lorenz, Wilfried Setzler (Hrsg.): Aus dem „Brunnen des Lebens“. Gesammelte Beiträge zur Geschichte der Universität Tübingen ; Festgabe zum 70. Geburtstag von Volker Schäfer. (= Tübinger Bausteine zur Landesgeschichte. Bd. 5). Thorbecke, Ostfildern 2005, ISBN 3-7995-5505-6.
- "Das Gefährlichste für den Menschen ist  - Ruhe!" Schelling im Stammbuch seines Tübinger Studienfreundes Süskind. In: Helmut Knüppel (Hrsg.): Wege und Spuren. Verbindungen zwischen Bildung, Wissenschaft, Kultur, Geschichte und Politik. Festschrift für Joachim-Felix Leonhard (= Schriftenreihe des Wilhelm-Fraenger-Instituts Potsdam, Bd. 10). Verlag für Berlin-Brandenburg, Berlin 2007, S. 635–660, ISBN 978-3-86650-001-3.
- Das Stammbuch des Tübinger Stiftlers August Faber mit seinem Hölderlin-Eintrag von 1789. In: Sönke Lorenz (Hrsg.): Tubingensia. Impulse zur Stadt- und Universitätsgeschichte. Festschrift für Wilfried Setzler zum 65. Geburtstag (= Tübinger Bausteine zur Landesgeschichte, Bd. 10). Thorbecke, Ostfildern 2008, S. 397–426, ISBN 978-3-7995-5510-4.m
- Die Unterschriften unter das Konkordienbuch an der Universität Tübingen (1582-1781). Zweiter Teil: Edition. In: Ulrich Köpf (Hrsg.): Die Universität Tübingen zwischen Reformation und Dreißigjährigem Krieg. Festgabe für Dieter Mertens zum 70. Geburtstag (= Tübinger Bausteine zur Landesgeschichte, Bd. 14). Thorbecke, Ostfildern 2010, S. 51–99, ISBN 978-3-7995-5514-2.
- Schulleben in der Nachkriegszeit. Eine Tuttlinger Gymnasialklasse zwischen 1945 und 1954. Kohlhammer, Stuttgart 2014, ISBN 978-3-17-023043-9.
- Erlebt nochmals eure Schulzeit! Tuttlingens Schullandschaft nach 1945. Laupp & Göbel, Gomaringen 2017, ISBN 978-3-9817150-2-6.
- Neue Funde zu Friedrich List (Folge IX). Tübingen 1811 - 1814. Friedrich List als Aktuar im Oberamt. In: Reutlinger Geschichtsblätter, N.F., Bd. 56 (2017), S. 279–324.